# Marillet
Marillet és un municipi francès situat al departament de Vendée i a la regió de País del Loira. L'any 2007 tenia 119 habitants.

## Demografia

### Població
El 2007 la població de fet de Marillet era de 119 persones. Hi havia 49 famílies de les quals 12 eren unipersonals (4 homes vivint sols i 8 dones vivint soles), 21 parelles sense fills i 16 parelles amb fills.
La població ha evolucionat segons el següent gràfic:
Habitants censats

### Habitatges
El 2007 hi havia 84 habitatges, 54 eren l'habitatge principal de la família, 24 eren segones residències i 7 estaven desocupats. 83 eren cases i 1 era un apartament. Dels 54 habitatges principals, 34 estaven ocupats pels seus propietaris i 20 estaven llogats i ocupats pels llogaters; 2 tenien dues cambres, 12 en tenien tres, 22 en tenien quatre i 17 en tenien cinc o més. 42 habitatges disposaven pel capbaix d'una plaça de pàrquing. A 27 habitatges hi havia un automòbil i a 20 n'hi havia dos o més.

### Piràmide de població
La piràmide de població per edats i sexe el 2009 era:
| Homes | Edats   | Dones |
| ----- | ------- | ----- |
| 0     | 95 o +  | 0     |
| 0     | 90 a 94 | 0     |
| 0     | 85 a 89 | 0     |
| 0     | 80 a 84 | 0     |
| 0     | 75 a 79 | 4     |
| 4     | 70 a 74 | 8     |
| 12    | 65 a 69 | 8     |
| 0     | 60 a 64 | 4     |
| 0     | 55 a 59 | 4     |
| 8     | 50 a 54 | 0     |
| 8     | 45 a 49 | 4     |
| 0     | 40 a 44 | 8     |
| 4     | 35 a 39 | 0     |
| 4     | 30 a 34 | 0     |
| 0     | 25 a 29 | 0     |
| 0     | 20 a 24 | 4     |
| 12    | 15 a 19 | 0     |
| 0     | 10 a 14 | 0     |
| 4     | 5 a 9   | 0     |
| 4     | 0 a 4   | 0     |

## Economia
El 2007 la població en edat de treballar era de 74 persones, 51 eren actives i 23 eren inactives. De les 51 persones actives 35 estaven ocupades (19 homes i 16 dones) i 15 estaven aturades (6 homes i 9 dones). De les 23 persones inactives 11 estaven jubilades, 6 estaven estudiant i 6 estaven classificades com a «altres inactius».

### Ingressos
El 2009 a Marillet hi havia 54 unitats fiscals que integraven 112 persones, la mediana anual d'ingressos fiscals per persona era de 11.759 €.

### Activitats econòmiques
L'únic establiment que hi havia el 2007 era d'una empresa de serveis.
L'any 2000 a Marillet hi havia 7 explotacions agrícoles que ocupaven un total de 240 hectàrees.

## Poblacions més properes
El següent diagrama mostra les poblacions més properes.